# Crkva sv. Ante Padovanskog u Tučepima
 Ovo je glavno značenje pojma Crkva sv. Ante Padovanskog u Tučepima. Za druga značenja pogledajte Crkva sv. Ante s obrambenim zidom u Tučepima.
Crkva svetog Ante Padovanskog je župna crkva u Tučepima koja je izgrađen u Gornjim Tučepima (Srida Sela).

Osim ove, u Gornjim Tučepima bila je još jedna starija crkva sv. Ante, jugoistočno od Sride Sela.

## Opis crkve
Nalazi se usred mjesta na širokoj ograđenoj zaravni. Do nje vode široke stube. Crkva je pravilno orijentirana jednobrodna građevina s transeptom te širokom polukružnom apsidom. Na klasicizirajućem pročelju ističe se portal s dorskim stupovima koji nose perforirani zabat. Nad portalom, u njegovoj osi, široki je trodjelni polukružni prozor na kojem je uklesana 1901. godina izgradnje i posvete crkve. Crkva je jednobrodna, križnog tlocrta s transeptom i polukalotom. Crkva predstavlja monumentalnu građevni sagrađenu u neoklasicističkim oblicima, a posebno se ističe njena bogata mramorizacija i unutrašnjost, jedinstvena na Makarskom primorju.
Župna crkva Svetog Ante Padovanskog sagrađena je u neoromaničkom stilu 1901. godine prema nacrtu ing. Parišića. Tlocrt crkve je u obliku latinskog križa.
Iznad vrata je polukružni veliki prozor, a na timpanu je okrugli prozorčić. Na vrhu pročelja je kip Presvetog Otkupitelja. Današnji zvonik je sagrađen 1965. godine prema nacrtu Ante Barača. Uz crkvu je bio zvonik od samog početka, ali je bio izgrađen od slabog kamena, pa je u potresima 1923. i pogotovo 1962. teško oštećen i srušen. U crkvi su tri oltara, glavni s kipovima sv. Franje i sv. Ante, Gospin oltar, prenesen iz stare crkve, i oltar sv. Ante. Oltare je u većoj ili manjoj mjeri popravio i nadogradio splitski majstor Josip Barišković. Svijećnjake je posrebrio splitski zlatar Vicko Čulić, a unutrašnjost crkve dekorirao je Appolinario Soldati, iz Miecaglia, nedaleko od Milana u Italiji. Crkva je svečano posvećena 1901. godine. Iako je narod preselio na Kraj, ova je crkva i danas župna crkva.

## Povijest

### Povijest župe
Župa Tučepi nalazi se u istoimenoj općini Splitsko-dalmatinske županije. Do potresa 1962. god. i izgradnje Jadranske magistrale većina Tučepljana je stanovala pod planinom u zaseocima Podpeć, Čovići, Srida sela, Šimići i Podstup na plodnim biokovskim padinama baveći se poljoprivredom, ponajviše maslinarstvom i vinogradarstvom. Nakon potresa nastalo je novo i moderno naselje, Kraj, uz pitomu, šljunkovitu obalu, koje svoj prosperitet zasniva na turističkoj djelatnosti. Područje je bilo naseljeno u ilirsko doba, kao i u ranom srednjem vijeku o čemu svjedoči starokršćanska crkva iz V. ili VI. stoljeća. Oko nje su srednjovjekovne nadgrobne ploče - stećci (državna zaštita 24/71-66, reg. br. 9). Na istočnom kraju sela, na južnim obroncima brda Sutvid, postoje ostatci hrvatske srednjovjekovne crkve. Početkom XX. st. na tom lokalitetu su otkrivene stele s natpisima, skeletni grobovi, različiti grobni inventar i nekoliko primjeraka rimskog novca (!!.-IV. st.). Visoko pod Biokovom, na lokalitetu zvanom Grebište, iznad Gornjih Tučepa pronađeni su ostatci starohrvatske crkvice sv. Martina s nekropolom iz XI. ili XII. st. (državna zaštita, reg. br. 12). Bila je popločana od domaćih kamenih ploča. Oblik apside je izvana četverokutan, a iznutra polukružan, što se može povezati sa sličnim oblicima dalmatinskih crkvica XI.-XII. stoljeća. Iz nje je moguća tranzena sa šest polukružnih otvora, danas u zidu crkve sv. Kate. Oko crkve su bili grobovi. Selo se inače prvi put spominje 1434. god. u Kreševskoj povelji. Od XV. do XVII. st. tim prostorima vladaju Turci, no i poslije, za vrijeme uspostavljanja mletačke vlasti, tijekom XVIII. st., zbog specifičnosti položaja na granici s turskim carstvom, lokalno stanovništvo je sudjelovalo u mletačko-turskim sukobima. Iz tog razdoblja, na širem području Gornjih Tučepa, sačuvalo se nekoliko fortifikacijski i fortifikacijsko-stambenih objekata – kula s obilježjima narodnog graditeljstva: Šarića kula, Bušelića kula, Lalića kula, u istoimenim naseljima koje su služile za obranu od turskih napada. Sve od dolaska franjevaca u Makarsku 1502. god. do danas župom upravljaju franjevci iz makarskog samostana. Župa je pripadala Makarskoj biskupiji, a od 1830. god. Splitsko-makarskoj biskupiji, danas nadbiskupiji.

### Stara crkva
Stara crkva sv. Ante bila je iznad stare župne kuće, gdje je danas kapelica sv. Roka. Ona je bila mala, svodova građevina. Prema predaji, izgrađena je 1602. godine. Uza nju je g. 1747. podignut n zvonik,  ali ga je već g. 1748. srušila bura. Nadograđen je tek 1868. godine. Crkva je stradala u požaru 1891. godine.  Potom se počela graditi današnja župna crkca sv Ante u Sridi sela 1898. godine.

## Orgulje
Ferdo Heferer je izgradio orgulje crkve 1912. godine kao op. 215. Glazbalo ima ovu dispoziciju:
| Manual C–f3 |                 |        |
| 1.          | Principal       | 8′     |
| 2.          | Euphon          | 8′     |
| 3.          | Lieblichgedeckt | 8′     |
| 4.          | Gamba           | 8′     |
| 5.          | Salicional      | 8′     |
| 6.          | Vox celeste     | 8′     |
| 7.          | Wienerflöte     | 4′     |
| 8.          | Regal           | 4′     |
| 9.          | Cornet          | 2 2/3′ |

| Pedal C–d1 |         |     |
| 10.        | Subbass | 16′ |
| 11.        | Cello   | 8′  |

Spojevi: man-ped, Sub man-ped, Sup man-ped. 

Kolektivi: P, MF, F, FF, 0. 

Trakture su pneumatske s čunjićima.

## Zaštita
Pod oznakom Z-4888 zavedena je kao nepokretno kulturno dobro - pojedinačno, sakralna graditeljska baština, pravna statusa zaštićena kulturnog dobra.